# Pozolapa, Ayutla de los Libres
Pozolapa är en ort i Mexiko.   Den ligger i kommunen Ayutla de los Libres och delstaten Guerrero, i den södra delen av landet, 280 km söder om huvudstaden Mexico City. Pozolapa ligger 207 meter över havet och antalet invånare är 934.
Terrängen runt Pozolapa är varierad. Runt Pozolapa är det ganska tätbefolkat, med 58 invånare per kvadratkilometer. Närmaste större samhälle är Ayutla de los Libres, 9,5 km norr om Pozolapa. Omgivningarna runt Pozolapa är en mosaik av jordbruksmark och naturlig växtlighet.